# Echinocereus pleiogonus
Echinocereus pleiogonus là một loài thực vật có hoa trong họ Cactaceae. Loài này được (Labour.) Croucher mô tả khoa học đầu tiên năm 1878.